# Scott Paulin
Scott Paulin (nascido em 13 de Fevereiro de 1950 em Steubenville, Ohio) é um ator estadounidense e diretor de televisão.
Ele e sua esposa, a atriz Wendy Phillips estão casados desde 1981, e tem uma filha.